# Metapenaeopsis spatulata
Metapenaeopsis spatulata is een tienpotigensoort uit de familie van de Penaeidae. De wetenschappelijke naam van de soort is voor het eerst geldig gepubliceerd in 1991 door Crosnier.